# 수술복

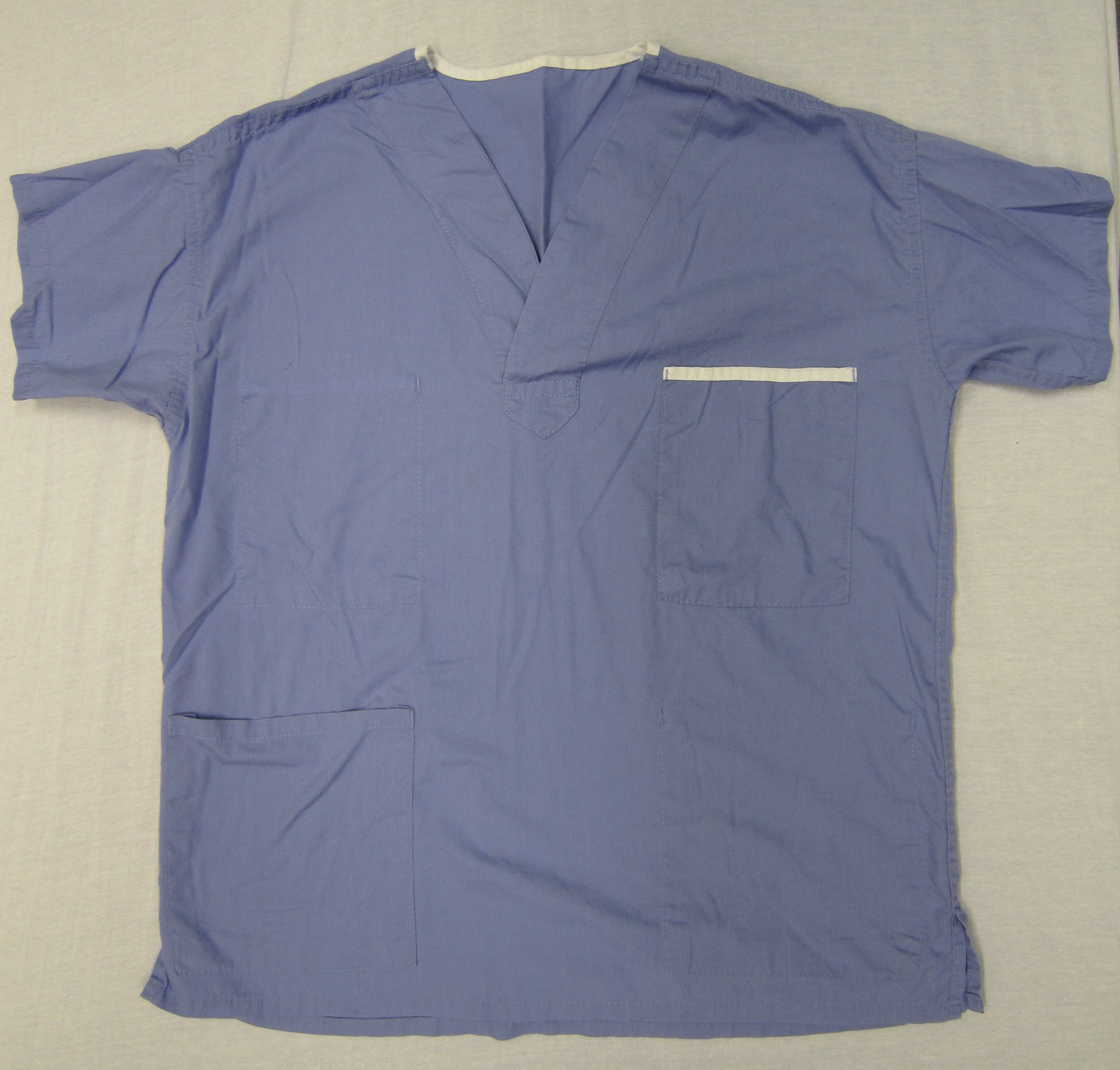

수술복(手術服)은 수술하는 의사와 이를 보조하는 간호사들이 수술 시에 착용하는 의류이다. 수술에 참여하는 의사와 간호사이외에도 수술실을 방문하는 환자의 보호자나 방문객이 착용하기도 한다.

## 수술복의 색상이 청록색인 이유
수술을 하다보면 환자의 몸에서 출혈을 많이 보게 된다. 그런데 수술실에 설치된 무영등은 환자의 수술상태가 잘 확인될 수 있도록 매우 밝다. 수술하는 의사가 그렇게 강한 무영등 아래서 오랫동안 수술하면서 수술받는 환자가 출혈하는 붉은 피를 계속해서 보고 있으면 붉은색을 감지하는 원추세포가 피로해진다. 이때 하얀 가운을 입은 동료 의사나 간호사를 바라보면 빨간색과 보색인 초록색의 잔상이 남게 된다. 이 잔상은 수술하는 의사의 시야를 혼동시켜 집중력을 떨어뜨릴 수 있기에 잔상을 느끼지 못하도록 수술복이 청록색인 것이다.

## 같이 보기
- 실험복